# Hornzahn
Hornzähne (Ceratodontes) sind Gebilde in der Mundhöhle aus Hornsubstanz, die funktionell als Zähne dienen. Sie entstehen, im Gegensatz zu den Knochenzähnen, durch Verhornung aus dem Epithel der Mundschleimhaut.
Sie treten in mehreren Formen auf:
- Konische Hornzähne finden sich bei Rundmäulern.
- Plattenförmige Hornzähne treten bei einigen Säugetieren auf, denen die Knochenzähne verloren gegangen sind. Sie finden sich beispielsweise bei Schnabeltieren, Seekühen und Bartenwalen.
- Hornscheiden (Rhamphotheca), welche die Kieferknochen überziehen, treten bei Anomodontia, Schildkröten und Vögeln (→ Schnabel) auf.